# Games Aktuell

Altes Logo

Games Aktuell (ursprünglich Video Games Aktuell) war ein deutsches Multiplattform-Spielemagazin, herausgegeben von 2003 bis 2023 (Ausgabe 01/2024) von Computec Media in Fürth. 

## Geschichte
Die Zeitschrift hieß von der Erstausgabe 6–7/2003 bis zur Ausgabe 12/2005 Video Games Aktuell und erschien mit einem Umfang zwischen 78 und 142 Seiten je Ausgabe bei CyPress. Seit Ausgabe 07/2007 enthält die DVD keine Vollversion eines Computerspiels mehr. Dies wurde von Verlagsseite mit dem stagnierenden Absatz und der zurückgehenden Anzeigenkundenzahl begründet. Am 22. August 2007 meldete Computec Media, die play³, Games Aktuell „sowie verschiedene weitere Assets“ zum nächstmöglichen Termin von CyPress übernehmen zu wollen. Das Bundeskartellamt stimmte zu, und so wurde von Computec die Games Aktuell, play³ und dessen Onlineportal Cynamite.de zum 1. Oktober 2007 übernommen. Die erste Games-Aktuell-Ausgabe unter neuer Flagge erschien am 24. Oktober, Chefredakteur blieb Thomas Szedlak.
Die Games Aktuell wurde letztmalig mit der Ausgabe 01/2024 im Dezember 2023 veröffentlicht. Die Entscheidung zur spontanen Einstellung des Magazines (die Folgeausgabe wurde im Heft noch angekündigt) erging auf Grund stetig steigender Produduktions- und Papierkosten, sowie stagnierender Leserzahlen und sinkender Werbeeinnahmen.

## Ausgabearten
- Games Aktuell Magazin-Variante, monatlich (Ausgabe ohne Datenträger)
- Videogames Aktuell, zweimonatlich: Frühere Normalausgabe ohne DVD. Das Heft hatte 78 Seiten und enthielt keine Beilage; es war ein reines Printmagazin.
- Videogames Aktuell, monatlich: Frühere Normalausgabe mit CD; wurde aufgrund der veralteten Technik eingestellt. Auf der CD gab es eine Vollversion. Der Umfang stieg auf 124 Seiten.
- Games Aktuell, monatlich: Frühere Normalausgabe mit DVD. Diese Ausgabe wurde mit der Ausgabe 02/08 eingestellt und durch die modernere DVD-Version ersetzt.
- Games Aktuell Premium, vierteljährlich: Diese Vorzugsausgabe enthielt die Normalausgabe mit DVD, Poster, Schlüsselbund und je nach Ausgabe einigen Kleinigkeiten mehr.
- Games Aktuell DVD-Variante, monatlich (Normalausgabe mit HD-Doppel-DVD). Die DVD enthielt neben verschiedenen Videos (Tests, Vorschauen und Trailern) in HD-Qualität auch PC-Spiele-Demos und Patches.

## Inhalt

### Zeitschrift
Die Zeitschrift berichtete zu allen aktuell erhältlichen Computer- und Videospieleplattformen. Das waren Systeme wie Windows, PlayStation 4, Xbox One, Nintendo Switch und PlayStation Vita und Nintendo 3DS früher auch zur PlayStation 2, PlayStation 3, Xbox 360, Nintendo Wii, Wii U, PlayStation Portable, Nintendo DS. Im Heft fanden sich folgende Rubriken:
- Aktuelle Nachrichten, inklusive Szene-News aus dem Entwicklerbereich
- Vorschauen (Previews) zu Spielen, die sich noch in der Entwicklung befanden.
- Tests (Reviews bzw. Rezensionen) aktueller Spiele (kürzlich erschienen oder kurz vor Veröffentlichung stehend, auch teilweise auf DVD)
- Aktuelle Hardware-Vorstellungen (Konsolen- und Computerzubehör)
- Tipps, Cheats und Lösungen (im Sinne eines Computerspiels, z. B. eine Schritt-für-Schritt-Anleitung (Walkthrough) zum Durchspielen eines aktuellen Spiels.)
- Ein Serviceteil mit Leserbriefen und Glossar zu Fachbegriffen
- Umfragen zu aktuellen Themen

### Heft-DVD
Die jedem Heft beiliegende DVD-9 enthielt bis Ausgabe 07/2007 und in Ausgabe 07/2008 Vollversionen von Spielen. Mit deren Wegfall wurden mehr Demoversionen, PC-Spiel-Patches und Videos zu Titeln aller Plattformen ausgeliefert.

## Wertungssystem
Für die Spieletests wurde ein einfaches Bewertungssystem verwendet. Neben den Einzelwertungen für:
- Grafik
- Sound
- Steuerung
- Mehrspieler

wurde eine Gesamtwertung in Form von Sternen (1–6 Sterne), einer wörtlichen Wertungsbeschreibung (schlecht bis sehr gut) und einer prozentualen Spielspaßbewertung angegeben. Die Spielspaßbewertung ist dabei keine Durchschnittswertung der Einzelwertungen.
Games Aktuell vergibt eine Auszeichnung für Spiele ab einer Wertung von 85 Prozent.

## Auflagenstatistik
Im vierten Quartal 2014 lag die durchschnittliche monatlich verbreitete Auflage nach IVW bei 20.578 Exemplaren. Das sind 16,60 Prozent (4.095) weniger Hefte als im gleichen Quartal des Vorjahres. Die Abonnentenzahl nahm innerhalb eines Jahres um 7,08 Prozent auf jetzt 2.521 Abonnenten ab. Derzeit beziehen 12,25 Prozent der Leser die Zeitschrift im Abonnement.
Die Zeitschrift wurde 2017 aus der IVW-Zählung herausgenommen. Der Verlag gab im Jahr 2017 eine Auflage von 18.300 Exemplaren an, welche im Jahr 2020 auf 14.100 Exemplare herunter gesetzt wurde. Im Jahr 2021 wurden noch 8.000 Exemplare gedruckt, im Jahr 2022 noch 6.600 Exemplare. Im Jahr 2023 bis zur Einstellung wurde die Auflage mit 5.900 Exemplaren angegeben.
| Anzahl der monatlich verbreiteten Ausgaben | Anzahl der monatlich verbreiteten Ausgaben | Anzahl der monatlich verbreiteten Ausgaben | Anzahl der monatlich verbreiteten Ausgaben | Anzahl der monatlich verbreiteten Ausgaben |
| ------------------------------------------ | ------------------------------------------ | ------------------------------------------ | ------------------------------------------ | ------------------------------------------ |
| Quartal                                    |                                            |                                            | Auflage a                                  |                                            |
| IV/2003                                    | IV/2003                                    |                                            | 81.608                                     | 81.608                                     |
| IV/2004                                    | IV/2004                                    |                                            | 78.422                                     | 78.422                                     |
| IV/2005                                    | IV/2005                                    |                                            | 66.204                                     | 66.204                                     |
| IV/2006                                    | IV/2006                                    |                                            | 50.285                                     | 50.285                                     |
| IV/2007                                    | IV/2007                                    |                                            | k. A.                                      | k. A.                                      |
| IV/2008                                    | IV/2008                                    |                                            | 40.726                                     | 40.726                                     |
| IV/2009                                    | IV/2009                                    |                                            | 34.637                                     | 34.637                                     |
| IV/2010                                    | IV/2010                                    |                                            | 29.208                                     | 29.208                                     |
| IV/2011                                    | IV/2011                                    |                                            | 30.947                                     | 30.947                                     |
| IV/2012                                    | IV/2012                                    |                                            | 24.259                                     | 24.259                                     |
| IV/2013                                    | IV/2013                                    |                                            | 24.673                                     | 24.673                                     |
| IV/2014                                    | IV/2014                                    |                                            | 20.578                                     | 20.578                                     |
| Quelle: IVW                                |                                            |                                            |                                            |                                            |

| Anzahl der monatlich verkauften Abonnements | Anzahl der monatlich verkauften Abonnements | Anzahl der monatlich verkauften Abonnements | Anzahl der monatlich verkauften Abonnements | Anzahl der monatlich verkauften Abonnements |
| ------------------------------------------- | ------------------------------------------- | ------------------------------------------- | ------------------------------------------- | ------------------------------------------- |
| Quartal                                     |                                             |                                             | Abos a                                      |                                             |
| IV/2003                                     | IV/2003                                     |                                             | 413                                         | 413                                         |
| IV/2004                                     | IV/2004                                     |                                             | 3.003                                       | 3.003                                       |
| IV/2005                                     | IV/2005                                     |                                             | 3.559                                       | 3.559                                       |
| IV/2006                                     | IV/2006                                     |                                             | 3.486                                       | 3.486                                       |
| IV/2007                                     | IV/2007                                     |                                             | k. A.                                       | k. A.                                       |
| IV/2008                                     | IV/2008                                     |                                             | 2.333                                       | 2.333                                       |
| IV/2009                                     | IV/2009                                     |                                             | 3.131                                       | 3.131                                       |
| IV/2010                                     | IV/2010                                     |                                             | 2.915                                       | 2.915                                       |
| IV/2011                                     | IV/2011                                     |                                             | 2.871                                       | 2.871                                       |
| IV/2012                                     | IV/2012                                     |                                             | 2.750                                       | 2.750                                       |
| IV/2013                                     | IV/2013                                     |                                             | 2.713                                       | 2.713                                       |
| IV/2014                                     | IV/2014                                     |                                             | 2.521                                       | 2.521                                       |
| Quelle: IVW                                 |                                             |                                             |                                             |                                             |

## Onlineangebot
Das Onlineangebot der Games Aktuell war gamesaktuell.de (vormals cynamite.de). Auf dieser Website waren täglich Neuigkeiten über die aktuellen Geschehnisse auf dem PC- und Konsolen-Spiele-Markt sowie ein Forum rund um Videospiele.

### Podcast
Wöchentlich freitags erschien ein Podcast der Redaktion, in dem aktuelle Spiele behandelt wurden.